# Federação de Ciclismo de Timor-Leste
A Federação de Ciclismo de Timor-Leste (FCTL) é a entidade desportiva oficial responsável pela organização e regulamentação das competições oficiais de ciclismo em Timor-Leste. A FCTL está filiada na União Ciclística Internacional e na Confederação de Ciclismo da Oceânia.